# John Hunt, Baron Hunt of Fawley
John Henderson Hunt, Baron Hunt of Fawley CBE MRCS MRCP (* 3. Juli 1905 in Secunderabad, Andhra Pradesh, Indien; † 28. Dezember 1987 in Fawley, Henley-on-Thames, Oxfordshire) war ein britischer Arzt, der maßgeblich an der Gründung des Royal College of General Practitioners 1952 beteiligt und zwischen 1967 und 1970 dessen Präsident war sowie 1973 als Life Peer aufgrund des Life Peerages Act 1958 Mitglied des House of Lords wurde.

## Leben

### Studium, berufliche Laufbahn und Zweiter Weltkrieg

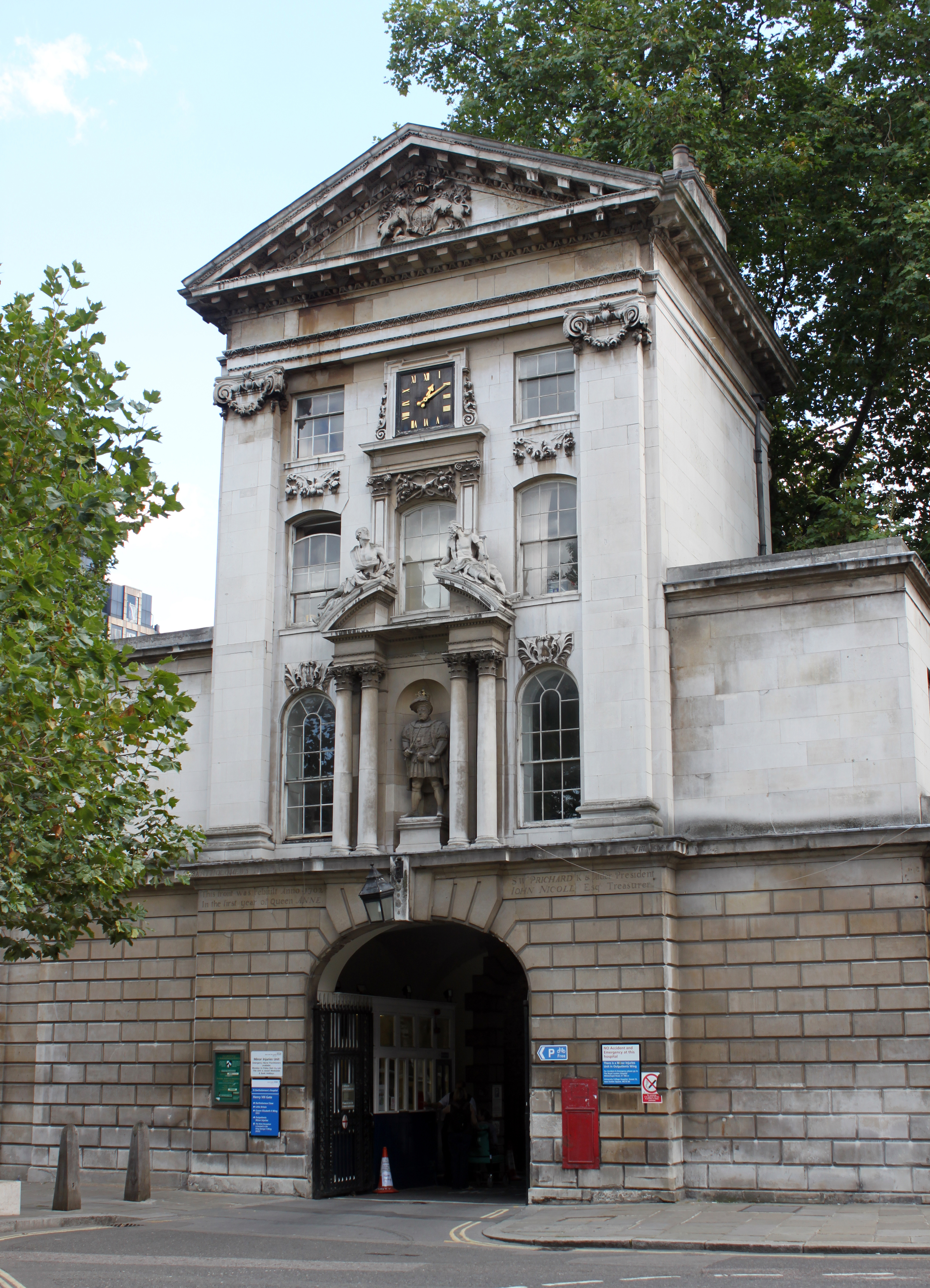
Haupteingang des St Bartholomew’s Hospital, mit der Statue von Henry VIII. über dem Tor

Hunt war der Sohn von Edmund Hunt, der als Chirurg bei der Staatlichen Eisenbahn des Nizam von Hyderabad und Ärztlicher Direktor des Eisenbahnkrankenhauses in Secunderabad tätig war, sowie der Tochter eines Besitzers einer Teeplantage. Zusammen mit seinen Geschwistern wuchs er in England bei seiner Mutter auf, während sein Vater noch bis 1931 in Indien arbeitete. Nach einer Vorschule und der Temple Grove Preparatory School in Eastbourne besuchte er ab 1918 die elitäre, traditionsreiche Charterhouse School in Godalming, ehe er 1923 ein Studium der Physiologie am Balliol College der University of Oxford begann, das er 1927 abschloss. Im Anschluss studierte er mit Unterstützung durch ein Radcliffe-Stipendium Pharmakologie am St Bartholomew’s Hospital, einem Lehrkrankenhaus in London, und erhielt 1931 durch den General Medical Council seine ärztliche Zulassung mit den eingetragenen akademischen Graden Bachelor of Medicine, Bachelor of Surgery (B.M., B.Ch.). Zugleich wurde er Mitglied des Royal College of Surgeons of England (MRCS) sowie Lizenziat des Royal College of Physicians (LRCP).
Neben seiner anschließenden Tätigkeit als Chirurg am St Bartholomew’s Hospital betrieb Hunt auch eine Privatpraxis in Duffield und wurde 1933 zunächst Zweiter Assistent der Medizinischen Abteilung des Krankenhauses, ehe er zwischen 1934 und 1936 Arzt am National Hospital for Nervous Diseases war. Während dieser Zeit erhielt er 1934 seine Mitgliedschaft im Royal College of Physicians (MRCP) und schloss zugleich 1935 seine Promotion zum Doktor der Medizin mit einer Dissertation über das Raynaud-Syndrom ab, die 1936 im Quarterly Journal of Medicine veröffentlicht wurde. 1936 kehrte er zum St Bartholomew’s Hospital zurück und wurde dort Leitender Assistent der Konsultaviven Klinik für Neurologie.
1937 verließ er jedoch die Klinik nieder und ließ sich als Praktischer Arzt in der Sloane Street in London nieder. Während des Zweiten Weltkrieges diente Hunt als Neurologe bei der Royal Air Force auf den Luftwaffenstützpunkten Blackpool und Ely und wurde zuletzt zum Oberstleutnant (Wing Commander) befördert.

### Mitbegründer des Royal College of General Practitioners und Mitglied des House of Lords
Nach Kriegsende nahm er seine Tätigkeit als Praktischer Arzt in der Sloane Street wieder auf, erweiterte die Praxis in der Folgezeit um ein Laboratorium sowie eine Röntgen-Abteilung und verzichtete 1948 auf einen ihm angebotenen Eintritt als Arzt im neugegründeten National Health Service (NHS).
Gemeinsam mit dem Arzt Fraser Roser veröffentlichte Hunt im Oktober 1951 einen Leserbrief im British Medical Journal sowie The Lancet, in dem beide die Gründung eines College für Allgemeinmediziner (College of General Practice) vorschlugen. In den folgenden Wochen kam es zu Kritik an diesem Vorschlag durch zahlreiche einflussreiche Persönlichkeiten wie den Präsidenten der traditionsreichen medizinischen Royal Colleges. Ihm gelang es jedoch mit einer Gruppe bedeutender Persönlichkeiten wie dem früheren Gesundheitsminister Henry Willink, einen Lenkungsausschuss zu gründen, der sich mit den praktischen Zielen und Bedürfnissen einer solchen Institution befasste. Dieser Lenkungsausschuss, dessen Sekretär Hunt war, erarbeitete einen im Dezember 1952 veröffentlichten Bericht zugunsten der Gründung einer derartigen Einrichtung. Das daraufhin gegründete Royal College of General Practitioners hatte innerhalb von sechs Monaten 2000 Ärzte als Mitglieder und eine breite Unterstützung bei medizinischen und nichtmedizinischen Organisationen. In der Folgezeit engagierte sich Hunt zwischen 1953 und 1966 als erster Sekretär des Rates dieses College und war danach von 1967 bis 1970 Präsident des Royal College of General Practitioners.
Hunt, der 1970 Commander des Order of the British Empire (CBE) wurde, wurde durch ein Letters Patent vom 25. Juni 1973 als Life Peer mit dem Titel Baron Hunt of Fawley, of Fawley in the County of Buckinghamshire, Mitglied des House of Lords, dem er bis zu seinem Tod angehörte. Darüber hinaus wurde er 1973 mit der W. Victor Johnson Medal ausgezeichnet und Ehrenmitglied des College of Family Physicians Canada und erhielt ferner 1980 die Goldmedaille der British Medical Association.

## Veröffentlichungen
- mit John Fry und Robin Pinset (Hrsgg.): A History of the Royal College of General Practitioners, 1983.
- John Horder (Hrsg.): The Writings of John Hunt, posthum, 1992.